# Azteca jelskii
Azteca jelskii är en myrart som beskrevs av Carlo Emery 1893. Azteca jelskii ingår i släktet Azteca och familjen myror. Inga underarter finns listade.